# Ледерин
Ледерін (від нім. leder — шкіра) — матеріал для палітурки на тканинній або паперовій основі, що імітує шкіру. На відміну від коленкору, ледерин водостійкий, має глянсову поверхню з малюнком.

## Види ледерину

### Ледерин на тканинній основі
Для виробництва ледеотну може використовуватися бавовняна тканина. Вона може бути вибіленою, суровою або фарбованою. Зазвичай для цієї мети застосовують міткаль, або подібну до нього, але дорожчу тканину. На виворітний бік тканини наносять шар крохмального ґрунту, а лицьовий бік покривають еластичною плівкою, що імітує шкіру.
У ледерину марки А як покриття використовують нітроцелюлозу, до якої додають пігмент, наповнювач і пластифікатор. Ледерин марки Б має поліамідне покриття.
Ледерин на тканинній основі міцний на стирання і розрив, стікий при згинах, добре сприймає тиснення палітурною фольгою і трафаретний друк, але погано — друк палітурними фарбами. Для збільшення міцності поверхневого шару на стирання, підвищення якості тиснення фольгою та друку фарбами, а також для появи можливості друку палітурними фарбами використовують додаткове оздоблення покриття поліамідним лаком.
Ледерин на тканинній основі досить твердий і грубий. Цей недолік ледерину особливо помітний, коли в такій палітурці випускають видання невеликого формату або невеликого обсягу. Інший недолік ледерину — дорожнеча.

### Паперовий ледерин
Паперовий ледерин виготовляють, відповідно, на паперовій основі, що покривається нітрополіамідним шаром та поліамідним лаком. Такий ледерин досить міцний на розрив та стирання. Також, порівняно з ледерином на тканинній основі, паперовий ледерин дешевший. Однак він має більш ніж у шість разів меншу стійкість до зламу (не більше 300 подвійних перегинів), тому палітурні кришки з паперового ледерину швидко ламаються в місцях вигину. Зазвичай паперовий ледерин використовують для боковинок складеної палітурки, тоді як корінець роблять із тканини.